# Chorągiew tatarska Samuela Smólskiego
Chorągiew tatarska Samuela Smólskiego – chorągiew tatarska jazdy litewskiej połowy XVII wieku.
Rotmistrzem chorągwi był Samuel Smólski. Jej żołnierze brali udział w działaniach zbrojnych przeciwko powstaniu Chmielnickiego 1648-1655.
Wchodziła w skład wojsk litewskich dowodzonych przez hetmana Jaunsza Radziwiłła. Chorągiew odznaczyła się w czasie bitwy pod Zahalem.